# 黑塔II 三張預言牌
《三張預言牌》（英語：The Drawing of the Three）是美國小說家史蒂芬金於1987年所寫的長篇奇幻小說黑塔系列中的第二集，在遇到黑衣人之後，羅蘭在海灘受到肉食怪物『龍蝦怪』襲擊，因而受了重傷，還被『龍蝦怪』的毒液感染，性命垂危，他還必須打開海灘上的三道門，牽引出命運中的三個人。此集的副標題為『舊而復新』。

## 劇情概要
故事開始於《最後的槍客》結尾後七個小時，羅蘭在西海海岸上清醒，然後立刻被一種狀似龍蝦的怪物襲擊（後來這種怪物被稱為龍蝦怪），羅蘭勉強地殺了它，但是他仍然被吃了右手的食指和中指及右腳的大拇指，這個使得他永遠只能使用一把槍。另外，他未經過處裡的傷口受到了感染，讓他發燒且失去力氣。然後他繼續沿著海岸朝北走，在那裡他發現了三道門，每一道門都同往不同時代的紐約（分別是1987年、1964年和1977年），羅蘭將穿越那些門並找到和他一起追尋黑塔的同伴。
第一道門（門上寫著『囚犯』，意思在指這個人的毒癮）帶他去1987年找艾迪·迪恩，一位海洛因毒蟲，當時正在幫毒梟安立可·巴拉札偷渡古柯鹼，由於艾迪深深陷入毒癮與犯罪的問題之中，他決定把自己的命運交給羅蘭。
第二道門（門上寫著『陰影夫人』，暗示她的黑人外表及她的雙重人格）帶他去1964年找歐黛塔·霍姆斯，她當時正在平價賣場逛街，她是一個有錢的女黑人，並因為1959年時被殺人狂杰克·摩特推到地鐵鐵軌，不但雙腳被鐵軌輾過而失去了雙腿，還使得她人格分裂的情況更嚴重，一個暴力的人格，黛塔·渥克從此出現的更頻繁，而歐黛塔完全沒察覺到她的存在。也是因為這樣，歐黛塔的身體被強行帶到羅蘭的世界時，羅蘭與艾迪被迫不斷的跟這個暴力人格周旋。
第三道門（門上寫著『推人者』）中羅蘭沒有帶來任何新夥伴，反而遇到了一個敵人杰克·摩特，這實現了神諭的預言：『死神，但不是找你的。』摩特曾從高樓用磚塊砸還是孩子的歐黛塔·霍姆斯，創造出另外一個人格黛塔·渥克，也是把她推到地鐵上及把傑克·錢伯斯推到馬路上的兇手，使傑克出現在《最後的槍客》中。雖然很困難，但羅蘭決定利用摩特執行黑塔小說系列中最重要的任務。他救了傑克，並搶了子彈和凱復力，並帶著摩特跳入當時歐黛塔被推的地鐵中，然後立刻脫身，讓黛塔看到杰克·摩特被輾斃的瞬間。這個畫面讓歐黛塔及黛塔兩個人格融合了，產生了第三個人，蘇珊娜。
羅蘭在兩個世界的舉動解救了艾迪及蘇珊娜，他解救艾迪的方法是戒除他的毒癮，及讓他遇見他這一生中的摯愛蘇珊娜，他解救蘇珊娜的方法是治好她的人格分裂。他們都欠羅蘭一條命，而羅蘭也很清楚自己有可能在尋找黑塔的路上犧牲他們。
這兩個人都是羅蘭在追尋黑塔時不可或缺的夥伴，他們成為了羅蘭共業的一份子。

## 與其他史蒂芬·金作品的關連
艾迪藉由門看歐黛塔在賣場奇怪的移動方式（輪椅）時，他想到了一部叫《鬼店》的電影（《鬼店》是史蒂芬金的第三本小說）。還有羅蘭藉由摩特的身體去槍械販賣店時，他遇到的警察希望利用胖子強尼抓到克萊門斯，再藉克萊門斯抓到毒梟巴拉札或吉拿里，理查·吉拿里，是小說《銷形蝕骸》中的流氓。

## 獎項
1988年，本書在軌跡獎最佳奇幻小說類別得到第16名。

## 其他版本

台灣《三張預言牌》封面
中國《三張牌》封面